# Notre-Dame de la Prévôté

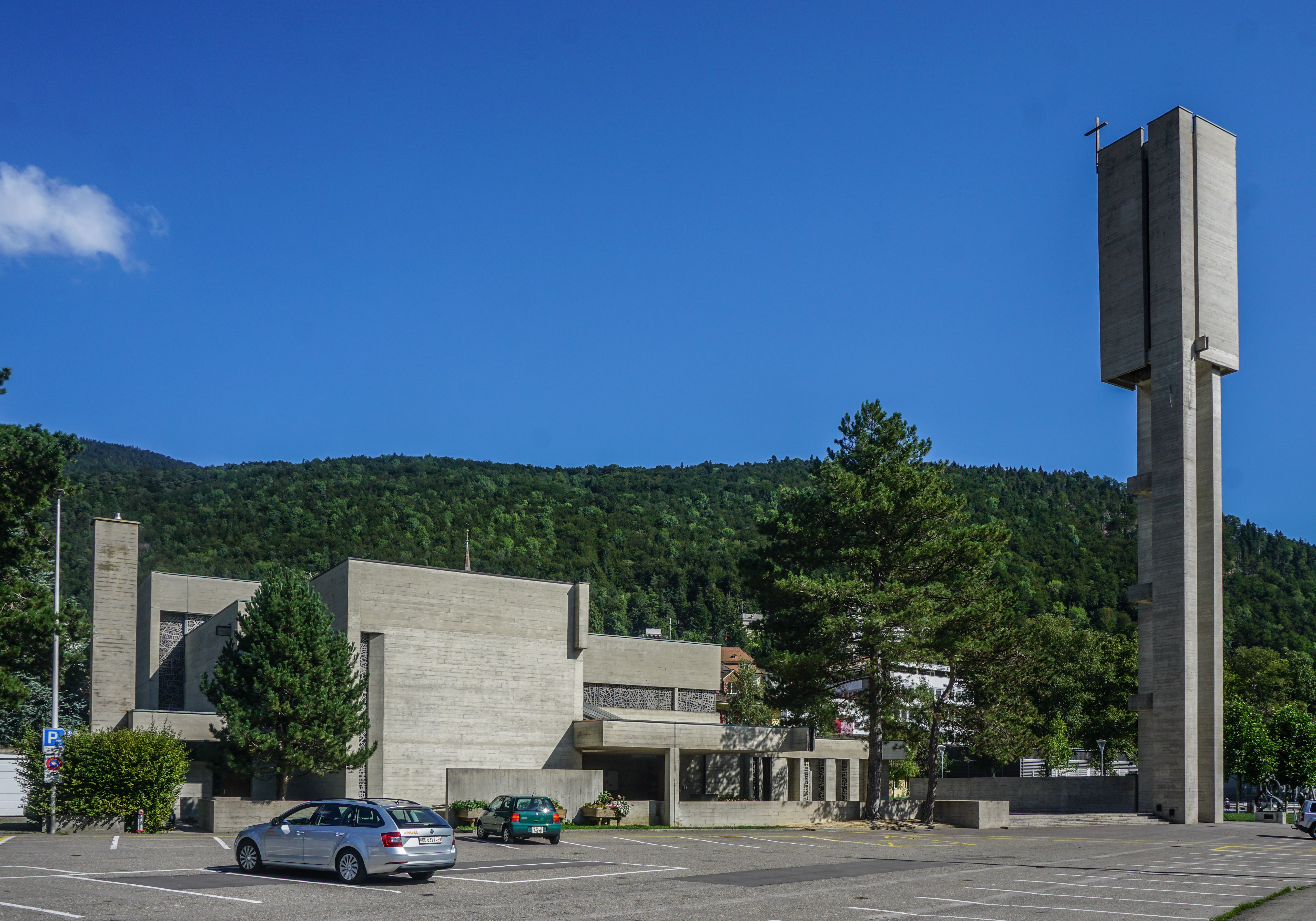
Kath. Kirche Moutier

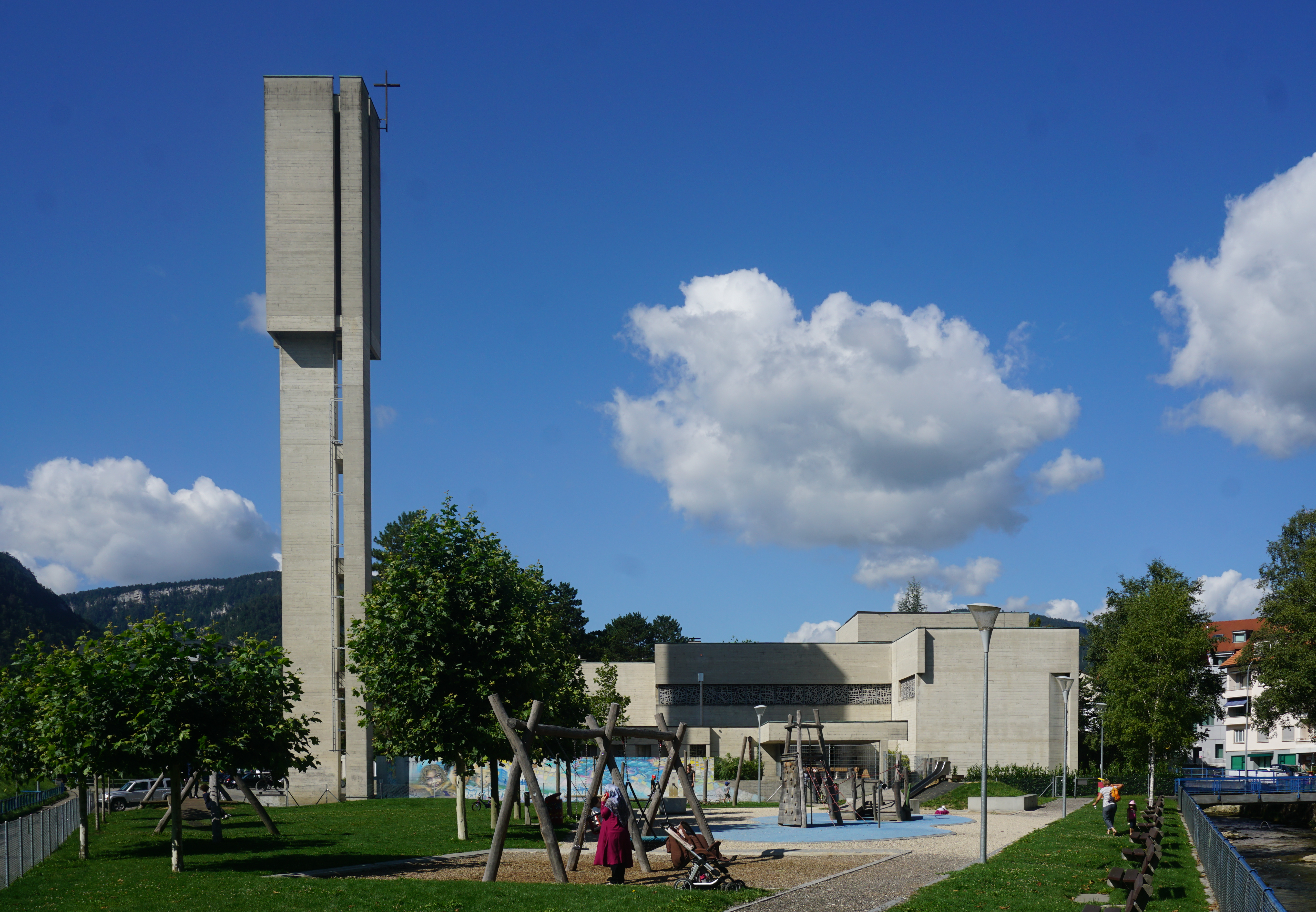
Kath. Kirche Moutier, Seitenansicht

Die Kirche Notre-Dame de la Prévôté am Place du Marché 5 in Moutier im Kanton Bern ist die römisch-katholische Pfarrkirche im Zentrum der Stadt. Die Kirche ist ein bedeutendes Werk des Architekten Hermann Baur. Zur Pfarrei gehört auch die Chapelle Notre-Dame du Raimeux in Crémines. Die Kirchgemeinde Moutier umfasst die Gemeinden Belprahon, Corcelles, Crémines, Eschert, Grandval, Moutier, Perrefitte und Roches.

## Geschichte und Pfarreistruktur

### Vorgeschichte
Die Christianisierungs in Moutier begann 640, als die Missionare Germanus und Randoald aus Luxeuil das Monasterium in Grandis vallis gründeten. Aus dieser ersten Zelle entstand drei Jahrhunderte später das Bistum Basel. Die erste Pfarrkirche St. Germaine stand unterhalb ihres Klosters und wurde 1873 abgerissen. An ihrer Stelle steht die reformierte Kollegiatkirche. Im 11. Jahrhundert entstand die Kapelle von Chalières, die heutige Friedhofskapelle. Das Benediktinerkloster wurde 1120 in ein Kanonikerkapitel mit einem Propst als Vorsteher umgewandelt. Diese Periode der Geschichte der Propstei fand ihr Ende in der Reformation. Die Prévôté (Propstei) teilte sich südlich des Jurahauptkamms zum reformierten Bekenntnis unter dem Einfluss Berns und nördlich zum katholischen Bistum Basel. Ab 7. April 1862 durften in Moutier erstmals seit der Reformation wieder katholische Messen gefeiert werden. In der Zeit des Kulturkampfs war der römisch-katholische Kultus von 1873 bis 1879 verboten.

### Geschichte ab 1862
Der Direktor der Glasfabrik (Verrierie) Célestin Châtelain (1783–1864) ermöglichte bereits vorher für seine aus katholischen Ländern stammenden Arbeitern in einem «Glacerie» genannten Gebäude mit Priestern aus Courrendlin oder Delémont die Messe zu feiern. Die Pfarrversammlung beschloss am 17. März 1867 eine neue Kirche durch den Basler Architekten Raeber bauen zu lassen. Sie wurde im Quartier der Glasfabrik, etwa bei Rue Industrielle 111, in neugotischem Stil erstellt.
Am 10. September 1871 weihte der Bischof von Basel, Eugène Lachat, die Kirche Sainte-Marie samt Pfarrhaus mit einer grossen Publikumsbeteiligung ein. Die Kirche wurde im April 1966 abgerissen und machte der wachsenden Industrie Platz.

### Neue Kirche Notre-Dame de la Prévôté
Der Bischof Franziskus von Streng setzte 1947 Louis Freléchoz als Pfarrer für Moutier ein, verbunden mit der Aufgabe eine neue Kirche zu bauen. In den folgenden Jahren stellte die mehrheitlich reformierte Gemeinde Moutier das grosse Grundstück im Zentrum der Stadt zum Bau einer Kirche zur Verfügung. Der Basler Architekt Hermann Baur erhielt den Auftrag und verwirklichte mit namhaften Künstlern von 1963 bis 1967 das neue katholische Zentrum der Gemeinde. Der Name «Notre-Dame de la Prévôté» bezieht sich auf das Patronat der ehemaligen Stiftskirche von Moutier.

## Baubeschreibung

### Kirchturm und Äusseres
Die ganze Anlage basiert auf rechtwinkligen Flächen und Kuben, die sich in der Höhe zum Chorbereich der Kirche proportional steigern. In der südöstlichen Ecke des Grundstücks steht auf drei Betonstützen der 32 Meter hohe Glockenturm. Von dort sind die drei würfelartigen 4, 8 und 12 Meter hohen Betongebäude diagonal, nordwestlich zum Chor ausgerichtet. Seitwärts angefügt sind einerseits die Marienkapelle mit der Orgelempore und gegenüber die Werktagkapelle. Vom weiten Vorplatz gelangen die Besucher zum von Armin Hofmann entworfenen Grundstein am aufstrebenden Eckpfeiler und betreten durch die links und rechts von der Taufkapelle angeordneten Eingänge die Kirche.

### Glocken
Am 4. Juli 1964 wurde das fünfstimmige Geläut vom Bischof geweiht und von der Schuljugend in den Glockenträger aufgezogen. Gegossen wurden die Glocken 1964 durch die Firma H. Rüetschi, Aarau. Sie sind auf die anderen Geläute der Stadt abgestimmt.
| Glocke | Gewicht | Ton  | Widmung                        | Inschrift |
| ------ | ------- | ---- | ------------------------------ | --- |
| 1      | 4500 kg | a°   | «Ville de Moutier»             | «ANNO DOMINI MCMLXIV MENSE JUNIO» «O REX GLORIAE CHRISTI VENI CUM PACE.» «SANCTUS GRMANUS SANCTUS RANDOALDUS.» «URBIS MAJOR CONSILIUM ET CIVES MONASTERII GRANDISVALLIS» «FUSA SUM AROWE AB OPIFICIBUS RUETSCHI» |
| 2      | 2100 kg | cis′ | Sainte Vierge                  | «ULTIMA IN MORTIS HORA FILIUM PRO NOBIS ORA SANCTA MARIA PRAESPOSITURAE DOMINA NOSTRA» |
| 3      | 1200 kg | e′   | Saint Pierre                   | «SOLVE JUBENTE DEO TERRARUM PETRE CATENAS QUI FACIS UN PATEANT CAELESTIA REGNA BEATIS ALLELUIA SANCTUS PETRUS APOSTOLAE»                                                                                         |
| 4      | 0900 kg | fis′ | Sainte Catherine               | «VERITATIS AMORE CONSUMPTA MENTES NOSTRAS ILLUMINA SANCTA CATHERINA» |
| 5      | 0520 kg | a′   | Saint Henri et Saint Guillaume | «PRAECIBUS MAGIS QUAM ARMIS.» «SANCTUS HENRICUS, IMPERATOR» «SANCTUS GULIELMUS, DUX» |

## Innenraum und künstlerische Ausstattung

### Baptisterium
Beidseitig des Baptisteriums, symmetrisch angeordnet, befinden sich die Haupteingänge zur Kirche. Die Taufkapelle wird durch die übereck eingefügten Glasbetonfenster von Alfred Manessier erhellt. Sie sollen in blau-, gelb- und goldener Farbe den «fallenden Rhythmus» des Wassers der Taufgnade und des «lebendigen Wasserflusses» von den Jurahöhen darstellen. Zwei schwarze Marmorbänke mit eingelegten Symbolen wie Taube und Fisch aus weissem Marmor begrenzen das quadratische Baptisterium. Zwei Stufen tiefer steht der Taufstein aus weissem Marmor als kegelförmiger Kelch. Das Taufbecken hat der französische Künstler Henri-Georges Adam in Form einer Taube symbolisch für den Heiligen Geist in die flache Platte eingetieft.

### Hauptschiff und Chor
Man betritt das dunkle Schiff an einer Ecke eines Quadrats. Ein Gang führt diagonal zum mit Tageslicht von oben erhellten Chor. Die Neuerungen der Liturgiereform des Zweiten Vatikanischen Konzils waren für den Architekten Hermann Baur Anlass für eine neue Raumaufteilung. Fächerförmig sind die mit drei Gängen unterteilten Kirchenbänke zum Altarbereich ausgerichtet. Im Hauptgang ist eine Taube aus weissem Marmor eingelegt. Der Bodenbelag im ganzen Kirchenraum besteht aus schwarzen Schieferplatten. Die weite Holzdecke ist mit quadratischen flachen Prismen unterteilt.
Im hellen hohen Chorraum steht der Volksaltar auf vier Würfeln, der wie der Priestersitz und der Tabernakel, sowie der Sockel des Ambo aus weissem Marmor gehauen ist. Alle Marmorelemente, die Einlegearbeiten und Dekorationen in der Kirche sind Werke von Henri-Georges Adam. Ebenso von Adam ist der lange Wandteppich an der linken Chorwand, mit dem brennenden Dornbusch, der Moses auf die Gegenwart Gottes hinwies.Ex 3,2  Das Altarkreuz mit Emaileinlagen wurde von Manessier gestaltet. Die bedeutenderen Arbeiten von Manessier sind jedoch die farbigen Betonglasfenster die ein Lichtband unter der Decke des Kirchenraums bilden. Das Thema der Bilder ist das Leben Mariens in den Rosenkranzgeheimnissen. Beginnend in der Werktagskapelle mit den Freudenreichen- über die Schmerzhaften- im Mittelschiff bis zu den Glorreichen Geheimnissen über der Empore.

### Seitenkapelle
Die Nebenkapelle wird als Werktagskapelle bezeichnet. An der Seitenwand hängt über einem Seitenaltar ein Kruzifix von Hans Loretan. Daneben ist in der Wand dar Reliquienschrein der Ortsheiligen German und Randoald eingelassen. Das Reliquiar aus edlem Glas und Metall ist ein Werk des ortsansässigen Künstlers Umberto Maggioni (* 1933).

### Marienkapelle
In der Marienkapelle unter der Orgelempore steht auf einem Betonsockel eine Statue der Madonna mit Kind aus einem Marmorblock gehauen vom Tessiner Künstler Pierino Selmoni (1927–2017).

### Orgel

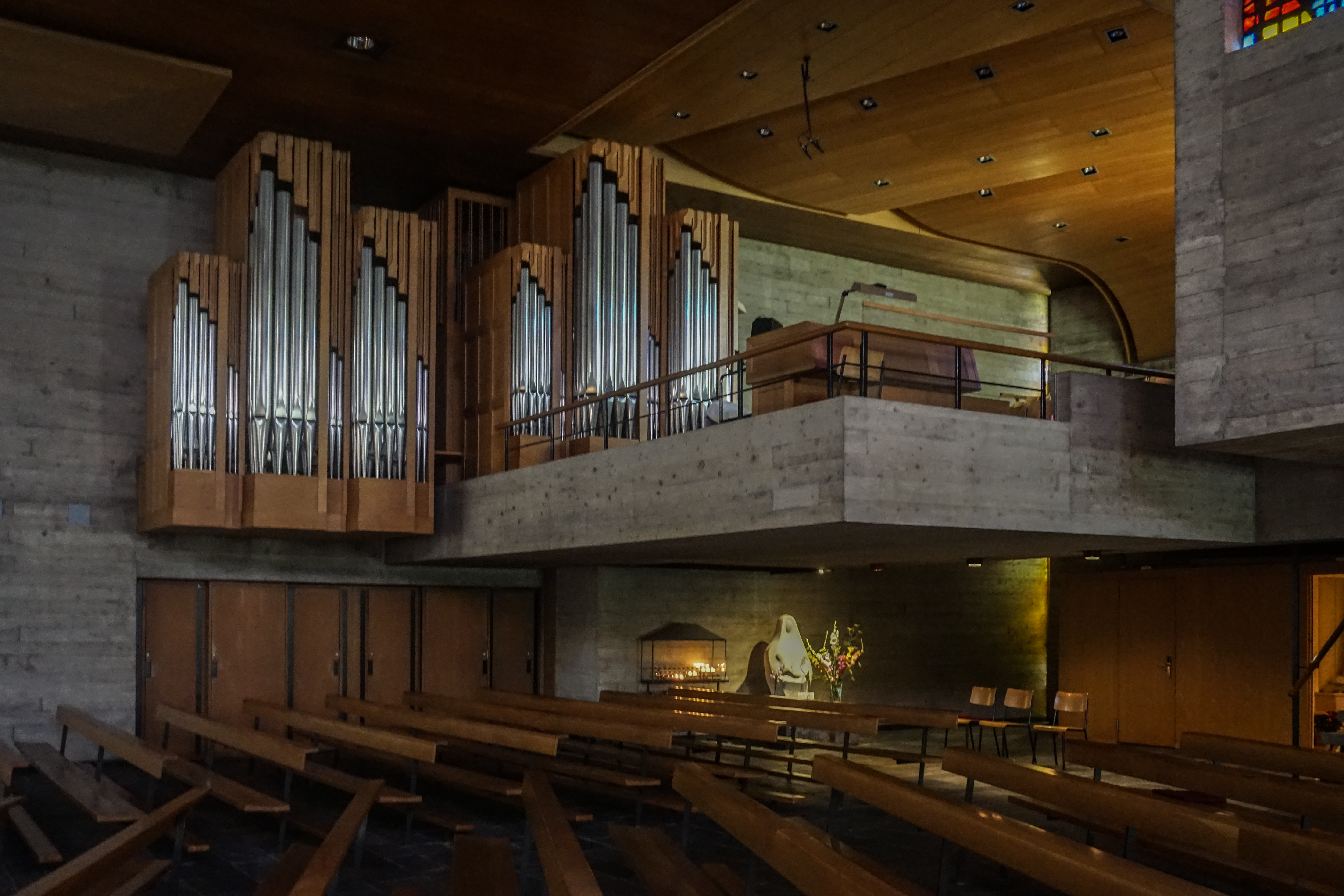
Orgelempore

1976 wurde die Orgel durch die Firma Orgelbau Kuhn (Männedorf) errichtet. Sie umfasst 30 Register mit Schleifladen auf zwei Manualen und Pedal. Der Spieltisch mit mechanischer Traktur ist mehrere Meter von den Teilwerken des Instruments entfernt platziert; die Registertraktur ist elektrisch.
| Manual I C–g3  |       |
| Pommer         | 16′   |
| Montre         | 08′   |
| Cor de chamois | 08′   |
| Grande Flûte   | 08′   |
| Prestant       | 04′   |
| Quintate       | 04′   |
| Doublette      | 02′   |
| Fourniture IV  | 1 ⁄3′ |
| Cornet V       | 08′   |
| Trompette      | 08′   |

| Manual II expressiv C–g3 |        |
| Bourdon de Bois          | 08′    |
| Salicional               | 08′    |
| Prinzipal                | 04′    |
| Flûte à cheminée         | 04′    |
| Quinte                   | 2 ⁄3′  |
| Flageolet                | 02′    |
| Tierce                   | 1 3⁄5′ |
| Piccolo                  | 01′    |
| Cymbale III              | 01′    |
| Regale en Bois           | 16′    |
| Châlumeau                | 08′    |
| Tremblant                |        |

| Pédale C–f1    |       |
| Soubbasse      | 16′   |
| Prinzipal      | 08′   |
| Flûte à fuseau | 08′   |
| Octave         | 04′   |
| Quintade       | 04′   |
| Mixture        | 2 ⁄3′ |
| Basson         | 16′   |
| Trompette      | 08′   |
| Clairon        | 04′   |

- Koppeln: II/I, II/P, I/P